# O (SAB)
O är ett signum i SAB.

## OSamhälls- ochrättsvetenskap
- Oa Sociologi
  - Oaa Socialpsykologi
  - Oab Sociala strukturer
    - Oaba Arbetslivs- och organisationssociologi
    - Oabb Bebyggelsesociologi
      - Oabba Stadssociologi
      - Oabbc Landsbygdssociologi

    - Oabk Social differentiering
      - Oabka Sociala klasser
      - Oabkb Åldersgrupper
        - Oabkba Barn och ungdom
        - Oabkbb Vuxna
        - Oabkbc Äldre

  - Oac Familjesociologi
- Ob Internationella relationer
  - Oba Folkrätt
    - Obah Havsrätt
    - Obaj Rymdrätt
    - Obak Diplomati
    - Obal Asylrätt
    - Obam Folkrätt i krig

  - Obb Freds- och nedrustningsfrågor
    - Obba Freds- och konfliktkunskap
    - Obbb Nedrustning och rustningskontroll

  - Obd Internationellt samarbete: allmänt
  - Obe Nationernas förbund
  - Obf Förenta nationerna
  - Obk Regionalt mellanfolkligt samarbete
  - Obl Försvarspakter
  - Obn Nordiskt samarbete
  - Obq Internationellt utvecklingssamarbete
  - Obr Röda korset och likvärdiga organisationer
- Oc Statskunskap och politik
  - Oc.0 Särskilda statsvetenskapliga och politiska delområden
    - Oc.01 Grundrättigheter
    - Oc.03 Regering
    - Oc.05 Folkrepresentation
    - Oc.06 Politiska partier
    - Oc.07 Val
    - Oc.08 Medborgarskap
    - Oc.09 Politiska skrifter

  - Ocb Statsrätt
  - Occ Sveriges statskunskap och politik
  - Ocf Främmande länders statskunskap och politik
  - Ocg Politiska begrepp och politiska åskådningar
    - Ocga Politiska begrepp
      - Ocgaa Demokrati och diktatur
      - Ocgab Monarki och republik
      - Ocgac Nationalism

    - Ocgb Konservatism
    - Ocgc Liberalism
    - Ocgd Socialism
      - Ocgdd Reformistisk socialism och socialdemokrati
      - Ocgde Revolutionär socialism och kommunism
      - Ocgdf Frihetlig socialism, syndikalism, anarkism, anarkosyndikalism

    - Ocge Nazism och fascism
    - Ocgm Politiska miljö- och alternativrörelser

  - Ocl Utomparlamentariska metoder, konspirativ verksamhet, terrorism m.m.
    - Ocla Utomparlamentariska metoder
    - Oclb Konspirativ verksamhet, terrorism m.m.
- Od Förvaltning
  - Od.0 Allmän central- och lokalförvaltning
    - Od.01 Central förvaltning
    - Od.04 Lokal förvaltning
    - Od.06 Kommunal förvaltning

  - Odb Förvaltningsrätt
  - Odc Förvaltning i Sverige
  - Odf Främmande länders förvaltning
  - Odg Samhällsplanering
    - Odgb Riksplanering
    - Odgc Regionplanering
    - Odgd Kommunal planering
    - Odgl Planering för bostäder
    - Odgm Planering för rekreation, lek, fritid och kultur
    - Odgp Planering för handel, industri och arbetsplatser
    - Odgq Planering för kommunikationer och transporter
- Oe Rättsväsen
  - Oea Civilrätt
    - Oeaa Allmän förmögenhetsrätt
      - Oeaaa Allmän avtalsrätt
      - Oeaac Uppdrag
      - Oeaad Kommission och förmedling
      - Oeaae Marknadsrätt och konsumenträtt
      - Oeaas Skadestånd

    - Oeab Fast egendom
      - Oeaba Fastighetsförvärv
      - Oeabb Nyttjanderätt av fast egendom
      - Oeabd Fastighetsbildning
      - Oeabe Sakrätt: fast egendom

    - Oeac Lös egendom
      - Oeaca Köp, byte och gåva av lös egendom
      - Oeacb Nyttjanderätt av lös egendom
      - Oeacc Värdepapper och enkla fordringar
      - Oeace Sakrätt: lös egendom

    - Oead Handelsrätt
      - Oeada Associationsrätt
      - Oeadb Transporträtt

    - Oeae Immaterialrätt
      - Oeaea Upphovsrätt
      - Oeaeb Patenträtt
      - Oeaec Namnrätt

    - Oeak Familjerätt och arvsrätt
      - Oeaka Äktenskapsrätt och föräldrarätt
        - Oeakaa Äktenskapsrätt
        - Oeakab Föräldrar, barn och förmynderskap

      - Oeakb Arvsrätt och testamentsrätt

    - Oeal Internationell rätt
      - Oeala Internationell privaträtt, straffrätt och processrätt
      - Oeale Europarätt (EG-rätt)

    - Oeam Romersk rätt
    - Oeao Forngermansk rätt

  - Oeb Straffrätt
  - Oek Processrätt
    - Oeka Civilprocess och straffprocess
    - Oekb Exekutionsrätt
    - Oekd Domstolsorganisation och åklagarorganisation

  - Oel Tryckfrihetsrätt
  - Oep Kriminologi och polisväsen
    - Oepa Kriminologi
    - Oepb Polisväsen

  - Oeq Kriminalvård
  - Oer Rättsfall
  - Oes Försvarslagstiftning och krigslagstiftning
  - Oet Rättshistoria
- Oh Sociala frågor och socialpolitik
  - Oha Arbete och arbetsmarknad
    - Ohab Arbetsrätt
    - Ohac Löner
    - Ohad Arbetstid
    - Ohae Arbetsmiljöfrågor och arbetarskydd
    - Ohaf Särskilda grupper av arbetstagare
      - Ohafa Barn och ungdom på arbetsmarknaden
      - Ohafb Kvinnor på arbetsmarknaden
      - Ohafc Hemarbetare
      - Ohafd Handikappade på arbetsmarknaden
      - Ohafe Äldre på arbetsmarknaden
      - Ohafi Invandrare på arbetsmarknaden

    - Ohag Arbetsmarknadsorganisationer: allmänt
    - Ohah Arbetsgivarorganisationer
    - Ohai Fackliga organisationer
    - Ohaj Arbetsmarknadskonflikter
    - Ohak Arbetsförmedling och arbetslöshet
    - Ohal Medbestämmande

  - Ohc Bostäder
    - Ohcb Bostadspolitik och bostadsförsörjning
    - Ohcf Bostäder för särskilda grupper
      - Ohcfd Bostäder för handikappade
      - Ohcfe Bostäder för äldre

  - Ohd Emigration och immigration
    - Ohdf Flyktingfrågor och flyktingpolitik
    - Ohdh Emigration
    - Ohdi Immigration

  - Ohe Minoriteter
  - Ohf Social omsorg
    - Ohfa Socialhjälp
    - Ohfb Barn- och ungdomsvård
    - Ohfc Familjehjälp
    - Ohfe Äldreomsorg
    - Ohfh Handikappade

  - Ohg Frivillig hjälpverksamhet
  - Ohi Alkohol-, narkotika- och nikotinfrågor
    - Ohia Alkoholfrågor
    - Ohib Narkotikafrågor
    - Ohic Nikotinfrågor

  - Ohj Könsrolls- och genusfrågor
    - Ohja Kvinnofrågor
    - Ohjb Mansfrågor
    - Ohjh Homosexuella, bisexuella och transpersoner (HBT)

  - Ohk Fritidsverksamhet
  - Ohm Allmänna samlingslokaler
- Oi Statistik
- Oj Demografi
  - Oja Nativitet och mortalitet
  - Ojc Flyttningar och befolkningsändringar
  - Ojd Befolkningssammansättning och -fördelning
  - Ojf Folkbokföring
  - Ojp Befolkningspolitik
- Ok Försäkring
  - Oka Försäkringsteknik
  - Okb Försäkringsrätt
  - Okc Socialförsäkring
    - Okca Pensioner
    - Okcb Allmän sjukförsäkring
    - Okcc Arbetsskadeförsäkring
    - Okcd Arbetslöshetsförsäkring

  - Okd Livförsäkring
  - Oke Skadeförsäkring
- Om Kooperation
  - Oma Konsumentkooperation
  - Omb Producentkooperation
- Op Framtidsstudier